# 이환희 (축구 선수)
이환희(李桓熙, *Lee Hwan‑hee*, 2002년 9월 14일~)는 대한민국의 축구 선수로, **K리그 2** 소속 **김포 FC**에서 센터백으로 활약하고 있다.

## 클럽 경력
- 2024년 2월 7일, 숭실대학교에서 자유계약으로 **김포 FC**에 입단한 신인으로 데뷔하였다[1].
- 2024 시즌 K리그 2에서 13경기에 출전하며, 첫 시즌부터 주전급 자원으로 활약하였다(출처: Soccer24)[2].
- 천안시와의 경기 종료 후 진행된 ‘골크가 만난 선수’ 인터뷰에서 인터뷰어로도 참여하며 팬들과 소통하는 모습이 주목받았다[3].

## 선수 특징
- 188 cm의 장신과 안정된 포지셔닝을 바탕으로 한 공중볼 장악력이 강점이다.
- 대학 시절부터 수비 라인 내 기여도가 높았으며, 빠른 전개력과 넓은 시야로 평가받고 있다.

## 기록
| 시즌 | 리그    | 출전 | 득점 |
| ---- | ------- | ---- | ---- |
| 2024 | K리그 2 | 13   | 0    |
| 2025 | K리그 2 | –    | –    |

- 2025 시즌 기록은 추후 업데이트 예정*